# Tepatahuac
Tepatahuac är en ort i Mexiko.   Den ligger i kommunen Igualapa och delstaten Guerrero, i den sydöstra delen av landet, 300 km söder om huvudstaden Mexico City. Tepatahuac ligger 242 meter över havet och antalet invånare är 146.
Terrängen runt Tepatahuac är kuperad. Runt Tepatahuac är det ganska glesbefolkat, med 48 invånare per kvadratkilometer. Närmaste större samhälle är Ometepec, 6,7 km öster om Tepatahuac. Omgivningarna runt Tepatahuac är en mosaik av jordbruksmark och naturlig växtlighet.